# پوجیئه
پوجیئه با نام اصلی آیشین کاکورا فوکتسو (۱۹۰۷‐۱۹۹۴) متولد شهر پکن برادر کوچکتر آخرین امپراتور چین، پویی بود.

## اوایل زندگی
او در کودکی، به شهر ممنوعه در پکن آورده شد و به عنوان یک همبازی و همکلاسی در کنار برادرش (پویی) به‌سر می‌برد. در سال ۱۹۲۹، در سن ۲۲ سالگی برای تحصیل به امپراتوری ژاپن فرستاده شد. او پس از تحصیل به زبان ژاپنی کاملاً مسلط شد. او سپس در ماه ژوئیه سال ۱۹۳۵ از آکادمی ارتش امپراتوری ژاپن فارغ‌التحصیل شد.

## ازدواج

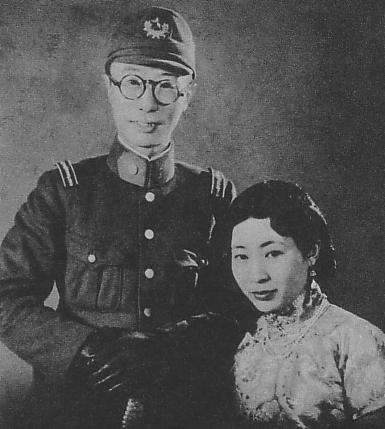
پوجیئه بعد از ازدواج دوم

پوجیئه برای اولین بار در سال ۱۹۲۴ هفده سالگی با یک شاهزاده خانم از اهالی منچو ازدواج کرد، اما از این ازدواج هیچ فرزندی حاصل نشد. او همسر خود را در چین باقی گذاشت و خود برای تحصیل به ژاپن رفت. چند سال بعد این ازدواج به طلاق انجامید. پس از فارغ‌التحصیلی از آکادمی ارتش سلطنتی ژاپنی، پوجیئه به یک ازدواج توافقی رضایت داد و با هیرو ساگا (۱۹۸۷–۱۹۱۴)، که یکی از بستگان خانواده سلطنتی ژاپن بود، پیوند زناشویی بست. عکس این بانو از بین عکس تعدادی از نامزدهای تأیید شده توسط ارتش کوانتونگ (واحدی از ارتش سلطنتی ژاپن) برای ازدواج انتخاب شده بود. از آنجائیکه برادر بزرگ او پویی هیچ وارث و فرزندی نداشت، این ازدواج پیامدهای سیاسی بسیاری را به دنبال داشت و باعث تقویت روابط بین دو کشور و به وجود آمدن پیوند خونی بین خانواده سلطنتی ژاپن و خانواده سلطنتی دودمان چینگ چین شد.
مراسم نامزدی در سفارت مانچوکوئو در توکیو در ۲ فوریه سال ۱۹۳۷ و در پی آن عروسی رسمی در سالن ارتش سلطنتی توکیو، در ۳ آوریل برگزار شد. در ماه اکتبر، زن و شوهر به چانگچون، پایتخت مانچوکوئو، که در آن بعداً پویی امپراتور شد، نقل مکان کرد. هر چند مقامات هر دو کشور چشم امید به تولد یک پسر برای جانشینی دودمان سلطنتی چین دوخته‌بودند، این زن و شوهر دارای فرزند پسر نشدند و حاصل این ازدواج دو فرزند دختر بود.

## دستگیری توسط شوروی
در زمان فروپاشی مانچوکوئو در زمان تهاجم نظامی شوروی به منچوری در اوت ۱۹۴۵، در ابتدا او همراه با برادرش پوی اقدام به فرار بطرف ژاپن کردند. فرار موفقیت‌آمیز نبود و آنان توسط ارتش سرخ دستگیر شد و او به همراه برادر و خویشاوندانشان به اردوگاه‌های زندان گولاگ خاباروفسک در سیبری فرستاده شدند. با بهبود روابط چین و اتحاد جماهیر شوروی پس از تأسیس جمهوری خلق چین، پوجیئه در سال ۱۹۵۰ به چین تحویل داده شد.

## در جمهوری خلق چین
پوجیئه پس از بازگشت به چین، در فوشون مرکز جنایتکاران جنگی زندانی شد و به عنوان نمادی از نرمی رژیم کمونیستی تبدیل شد. او سپس به عضویت حزب کمونیست چین درآمد و در تعدادی از پست‌های مهم خدمت کرد.
در سال ۱۹۷۸، او معاون کنگره خلق ملی در شانگهای شد. او همچنین به عنوان رئیس گروه دوستی چین و ژاپن در سال ۱۹۸۵ منصوب شد. علاوه بر این، پوجیئه در سال ۱۹۸۷ به عنوان مشاور فنی در فیلم آخرین امپراتور نیز همکاری داشت.
دختر بزرگ او از دوران نوجوانی برای تحصیل به ژاپن نزد خانواده مادری خود فرستاده شد و از آن پس از پدر خود جدا ماند. او تا زمان مرگ در سال ۱۹۵۷ موفق به دیدار پدر خود نشد. در ۴ دسامبر، جسد او درحالی‌که به مغز او شلیک شده‌بود، یافت شد. علت مرگ خودکشی تشخیص داده شد. ماجرای مرگ اسرارآمیز دختر بزرگ پوجیئه (آیشین کاکورا ای‌سِی) تا کنون دست مایهٔ چندین فیلم و سریال ژاپنی بوده‌است. دختر دوم در سال ۲۰۱۳ در شهر نیشی‌نومیا در ژاپن ساکن بوده‌است.